# Одонтологија
Одонтологија је медицинска специјализација која се бави проучавањем зуба као орган усне дупље, њених ткива (периодонцијум), Виличних зглобова и усних обољења.

## Етимологија
Назив одонтологија долази од старе грчке речи ὀδούς, odoús што значи „зуб” и λόγος, lógos, што значи „говор”, што би у преводу требало да значи говор који се односи на стоматолошки орган.